# Rete tranviaria di Mulhouse
La rete tranviaria di Mulhouse, gestita da Soléa, è un sistema di trasporto pubblico della città francese di Mulhouse ed è composto da una rete di tre linee per un totale di 16 km e 29 fermate. La rete è stata aperta il 13 maggio 2006, anche se l'inaugurazione ufficiale è avvenuta sette giorni più tardi a seguito di una cerimonia presenziata dal presidente della repubblica francese Jacques Chirac.

## Storia

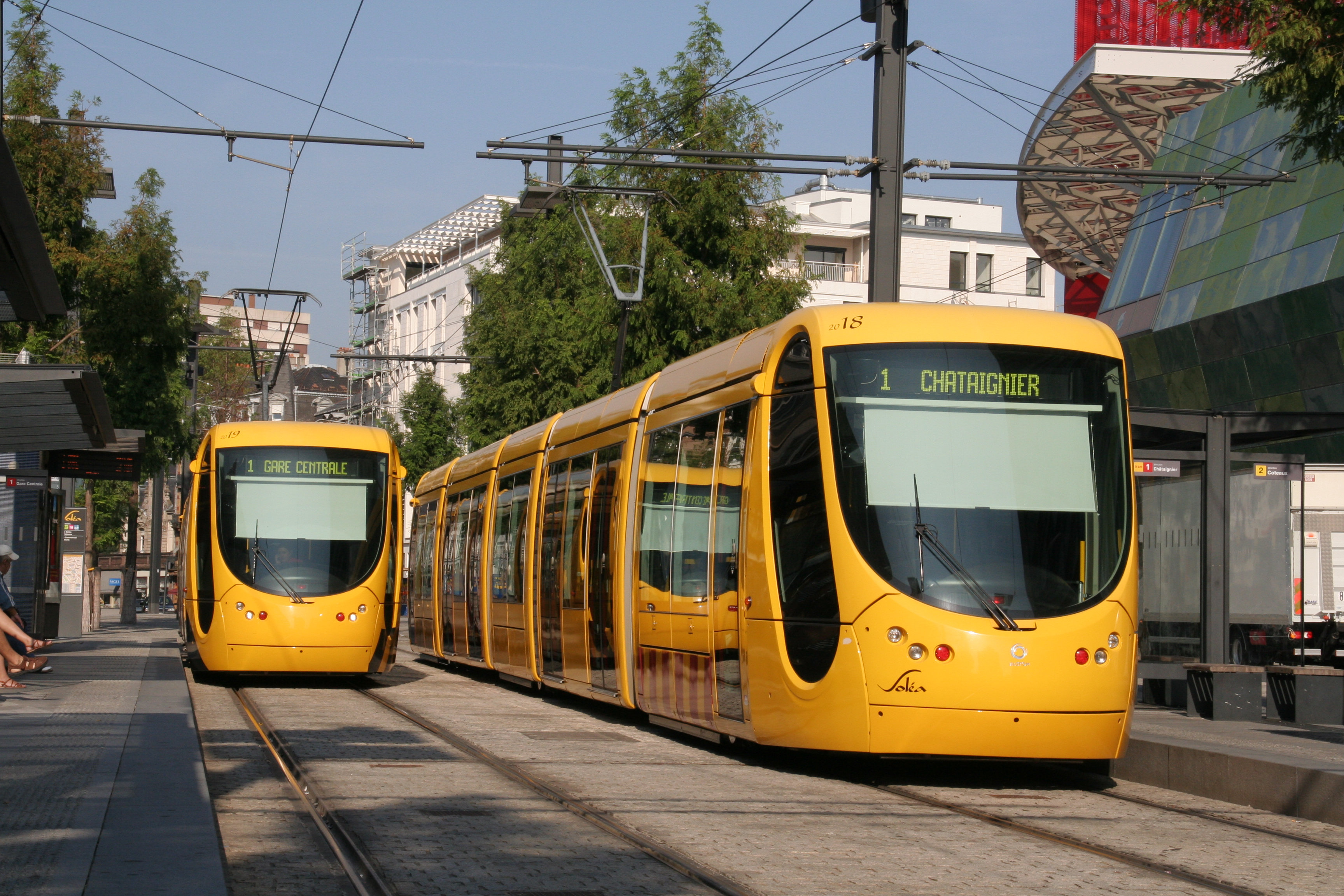
Tram a Port Jeune

La prima rete tranviaria di Mulhouse risale al 1882 quando è stato creato un primo servizio di tram, con binari a scartamento ridotto che utilizzavano vetture con trazione a vapore. Il 23 luglio 1894 furono introdotte le prime vetture elettriche e negli anni successivi, precisamente nel 1885 e nel 1888 vennero aperti due tratti interurbani che collegavano Mulhouse rispettivamente con Ensisheim e Wittenheim. Durante la prima guerra mondiale la tranvia subì ingenti danni ed al termine delle ostilità fu subito riparata apportando diverse novità come l'utilizzo dello scartamento ordinario sulle linee extraurbane in modo tale da collegare la tranvia con la ferrovia presso la stazione di Mulhouse per permettere anche il trasporto delle merci oltre che dei viaggiatori. Con il passare degli anni la rete continuò a crescere, fino al 1934, momento di massima espansione, quando si toccarono i 46 km e suddivisi in 5 linee urbane e due extraurbane.
A partire dalla fine della seconda guerra mondiale iniziò un lento e graduale succedersi di chiusure, così come successo in molte altre città d'Europa, a causa soprattutto della concorrenza dell'automobile e del trasporto su gomma: dopo oltre 70 anni di attività e precisamente nel 1957 la rete tranviaria di Muhouse venne chiusa, anche se per un breve periodo durante gli anni sessanta sulle linee extraurbane circolò qualche carro merci per rifornire di carboni diverse industrie tessili. Nel 1979 non era presente più alcuna traccia di tram nella zona.

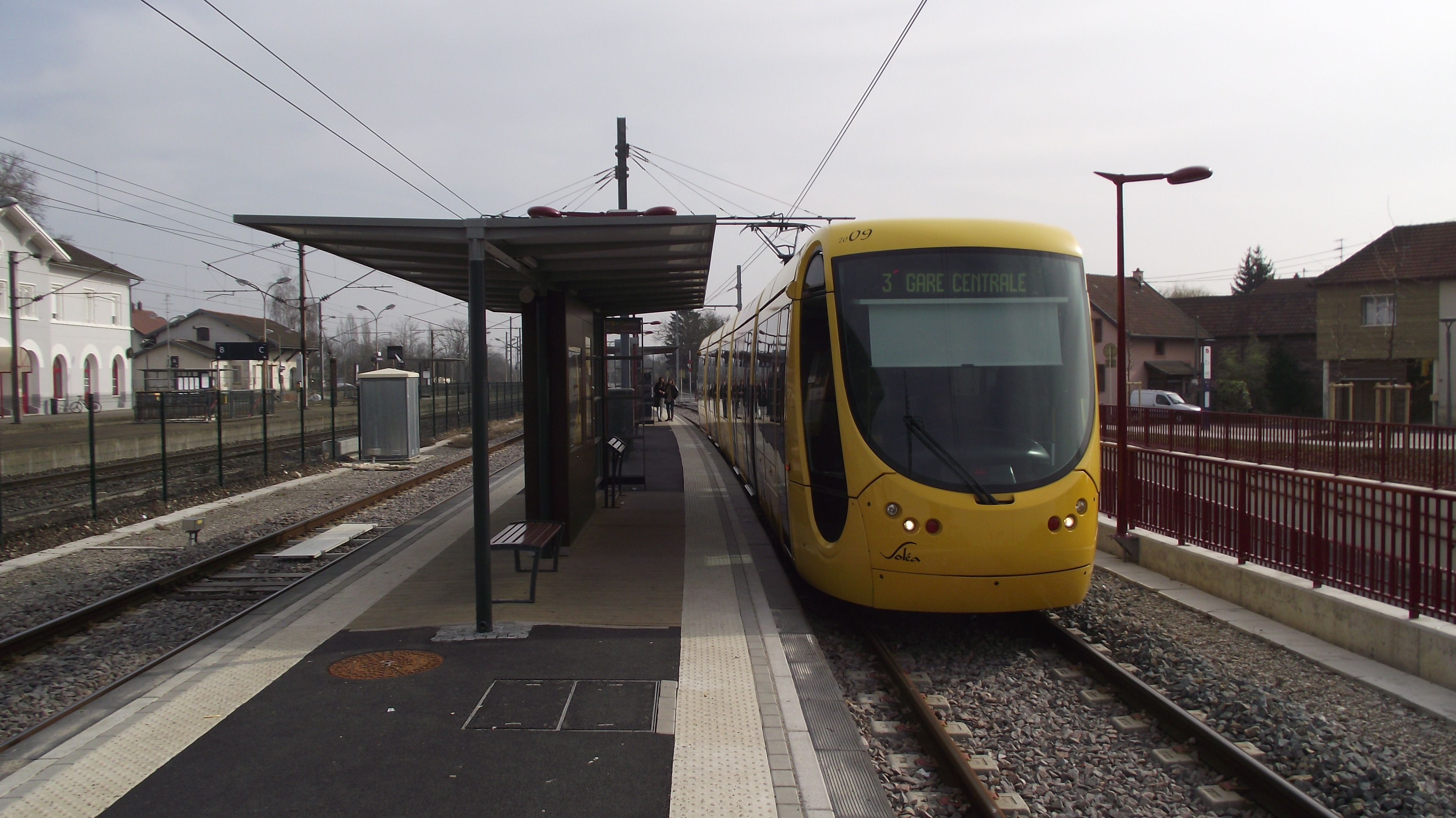
Tram a Lutterbach

A seguito della crisi petrolifera, così come in altre località francesi, si è pensato di riattrezzare la città con una nuova rete tranviaria per il trasporto urbano dotata di grande capacità. Il sindaco della città di Mulhouse, Jean-Marie Bockel, in un primo momento contrario, approvò in seguito il progetto dando il via ai lavori nel 2003. Dopo solo tre anni e una spesa di 249 milioni di euro, il 13 maggio 2006, sono state aperte al pubblico le prime due linee, anche se l'inaugurazione ufficiale è avvenuta il 20 maggio 2006 alla presenza del presidente della repubblica Jacques Chirac; il 4 luglio 2009 la linea 1 è stata prolungata verso nord di circa 1 chilometro e mezzo con la creazione di ulteriori tre fermate. Il tram ha subito riscosso un notevole successo di utenza con circa 47.500 viaggiatori al giorno.
Il 12 dicembre 2010 è stata inaugurata la Linea 3 che collega la stazione centrale di Mulhouse con Lutterbach: in realtà si tratta di un sistema tram-treno in parte già realizzato alla fine degli anni novanta, quando la locale ferrovia per Thann-St-Jacques venne rinnovata per offrire un trasporto di tipo metropolitano: furono infatti cambiate le rotaie, rinnovate le stazioni e le banchine per una spesa pari a 30 milioni di euro, venne acquistato del nuovo materiale rotabile, in particolare automotrici diesel, e si studiò un orario cadenzato con frequenze di circa 20 minuti.

## Rete

Logo Linea 1

Attualmente la rete tranviaria è costituita da tre linee per un totale di 29 stazioni su una lunghezza di 16,2 km: il servizio è gestito dalla società Soléa. In alcuni punti, accanto alle linee, sono state costruite delle piste ciclabili, mentre alcune fermate sono state decorate da due noti artisti francesi: Daniele Buren ha costruito delle doppie arcate colorate per segnalare la zona di fermata dei tram, mentre Tobias Rehberger ha creato nove opere d'arte disposte lungo il percorso della tranvia con richiamo alla storia ed ai luoghi della città.

Logo Linea 2

La Linea 1 è composta da 10 fermate e va da Châtaignier alla stazione centrale di Moulhouse; il 4 giugno 2009 la linea è stata prolungata di un 1,3 km con l'aggiunta di altre 3 stazioni. Nel 2013, quando saranno completati i lavori di ampliamento la linea coprirà la città da nord a sud: il prolungamento partirà dalla fermata di Rattachement fino a raggiungere Bosquets du Roy, nella cittadina di Wittenheim, con l'aggiunta di altre 8 fermate, passando anche per il paese di Kingersheim. Le fermate sono: Châtaignier, St-Nazaire, Tuilerie, Rattachement, Stade de Bourtzwiller, Doller, Parc Expo, Musée de l'Auto, Cité Administrative, Grand Rex, Porte Jeune, République, Gare Centrale.

Logo Linea 3

La Linea 2 è composta da 14 fermate e va da Coteaux a Nouveau Bassin; per il 2013 sarà completato il prolungamento verso la zona est di Mulhouse. Le fermate sono: Coteaux, Nations, Bel Air, Illberg, Université, Palais des Sports, Daguerre, Tour Nessel, Porte Haute, Mairie, Porte Jeune, Nordfeld, Lefebvre, Nouveau Bassin.
La Linea 3 è composta da 11 fermate per una lunghezza di 7 km e va dalla stazione di Mulhouse Centrale a quella di Lutterbach Gare: lungo questa tratta viaggiano anche i treni che proseguono poi verso la stazione di Thann St-Jacques. Le fermate sono: Gare Centrale, République, Porte Jeune, Mairie, Porte Haute, Tour Nessel, Daguerre, Zu-Rhein, Dornach Gare, Musées, Lutterbach Gare.

## Materiale rotabile

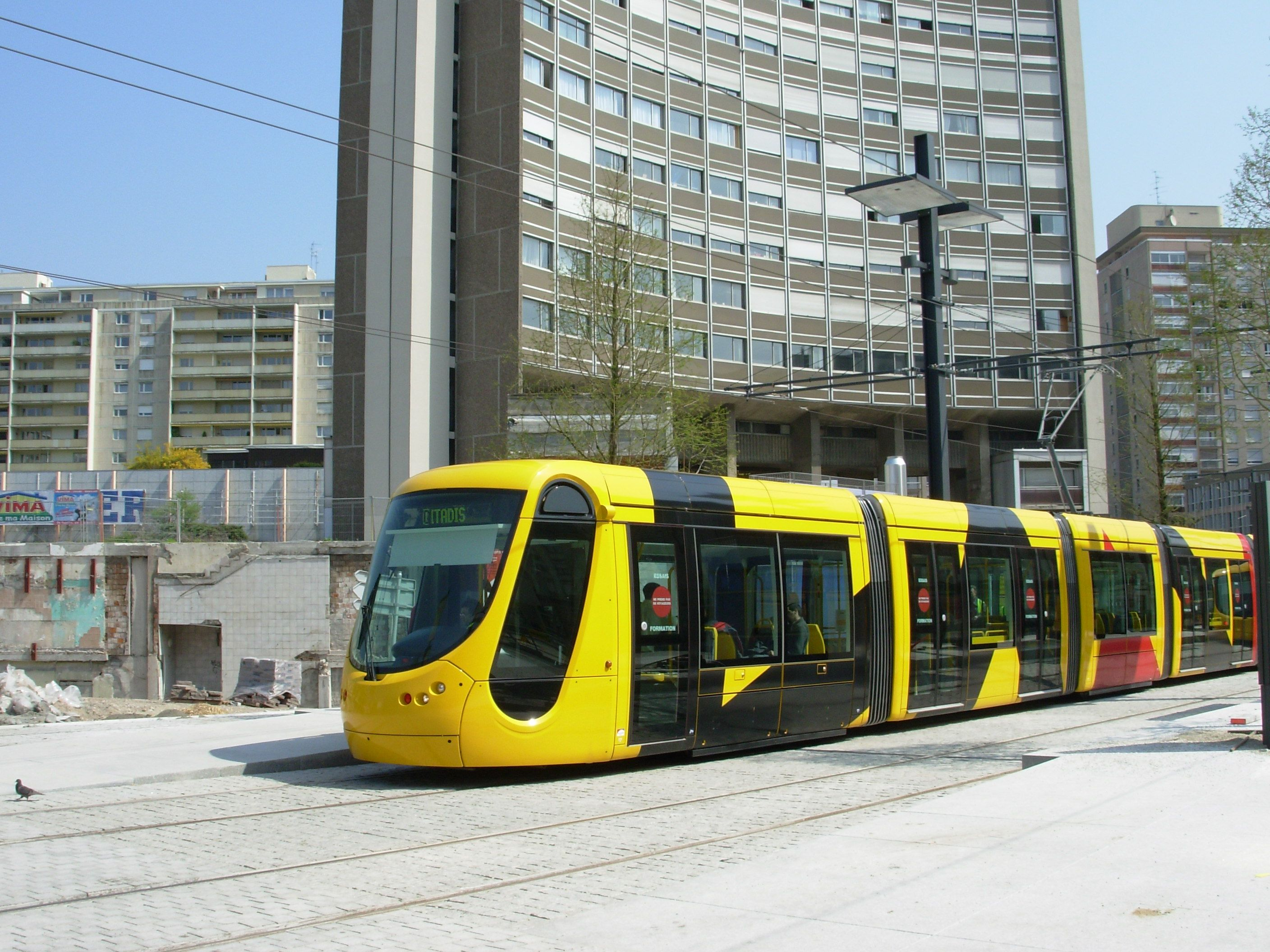
Tram Citadis 302

Il materiale rotabile usato per la rete di Mulhouse è il tram prodotto dall'Alstom, del tipo Citadis 302,  uno dei modelli più utilizzati sulle tranvie francesi. In particolare i tram utilizzati per Mulhouse, in 27 unità, articolati in 5 casse, hanno subito diversi cambiamenti: la più rilevante è nella forma delle due estremità, ridisegnate dal catalano Peret. La livrea è gialla con diversi disegni in rosso. All'interno, gli annunci hanno la voce di Pierre Henry. I tram possono raggiungere una velocità di 70 km/h.
Nel 2010, con l'inaugurazione del servizio tram-treno, sono stati immessi sulla linea 3, 12 Siemens Avanto.